# Roskildes bisperække
Følgende personer har været biskopper i Roskilde:
- ca. 1022-1029/30 Gerbrand
- ca. 1030- sidst i 1050'erne Avaco/Aage
- ca. 1060-1073/74 Vilhelm
- 1074-1088 Svend Nordmand
- 1088-1124 Arnold
- 1124-1134 Peder
- 1134-1137 Eskild
- 1137-1138/39 Ricco/Rike
- 1139-1158 Asker/Asser
- 1158-1191 Absalon
- 1191-1214 Peder Sunesen
- 1214/15-1224/25 Peder Jacobsen
- 1225-1249 Niels Stigsen
- 1249-1254 Jakob Erlandsen
- 1254-1277 Peder Bang
- 1278-1280 Stig (usikkerhed m.h.t. navn)
- 1280-1290 Ingvar (usikkerhed m.h.t. navn)
- 1290-1300 Johannes / Johan / Jens Krag
- 1301-1320 Oluf
- 1321-1330 Johan / Jens Hind
- 1330-1344 Johan Nyborg / Jens Nyborg
- 1344-1350 Jacob Poulsen
- 1350-1368 Henrik Gertsen
- 1368-1395 Niels Jepsen Ulfeldt / Niels Jacobsen Ulfeldt
- 1395-1416 Peder Jensen Lodehat
- 1416-1431 Jens Andersen Lodehat
- 1431-1448 Jens Pedersen Jernskæg
- 1449-1461 Oluf Daa
- 1461-1485 Oluf Mortensen Baden
- 1485-1500 Niels Skave
- 1500-1512 Johan Jepsen Ravensberg
- 1512-1529 Lage Jørgensen Urne
- 1529-1536 Joachim Rønnow

- Reformationen
- 1536 – 1923 Se bisperækken for Sjællands stift. (I denne periode havde biskoppen titel af biskop over Sjællands stift (eller blot Sjællands biskop). Skønt Roskilde Domkirke fortsat var stiftets domkirke, residerede biskoppen i København.)

- 1923-1934 Henry Fonnesbech-Wulff
- 1935-1953 Axel Rosendal
- 1953-1969 Gudmund Schiøler
- 1969-1980 Hans Kvist
- 1980-1997 Bertil Wiberg
- 1997-2008 Jan Lindhardt
- 2008-2022 Peter Fischer-Møller
- 2022–  Ulla Thorbjørn Hansen[1]